# Walter Kutz
Walter Kutz (* 17. Januar 1904 in Berlin; † 11. August 1983 ebenda) war ein deutscher Maler, Ausstatter und Filmarchitekt.

## Leben
Kutz hatte nach seinem Realschulabschluss eine praktische Ausbildung zum Dekorationsmaler erhalten und in diesem Beruf wie auch als Ausstatter beim Theater und beim Film gearbeitet. 1939 debütierte er als Filmarchitekt bei einem Kurzfilm.
Zum Jahresbeginn 1943 holte ihn der erfahrene Szenenbildner Emil Hasler zu sich. Kutz arbeitete bis 1961 an dessen Seite. Während Emil Hasler für die Entwürfe der Filmkulissen sorgte, kümmerte sich Kutz um deren Ausführung. 1963, nach Haslers Karriereende, wurde Kutz Partner des Kollegen Wilhelm Vorwerg. Mit ihm bildete er die kommenden fünf Jahre ein festes Gespann und setzte vor allem die Kulissen zu den populären Edgar-Wallace-Krimiverfilmungen um. 
Mit der Vollendung seines  65. Geburtstag zog sich Walter Kutz ins Privatleben zurück.

## Filmografie
| - 1939: Wenn ein kleines Mädel spielt (Kurzfilm) - 1943: Die Gattin - 1944: Nora - 1944: Träumerei - 1944: Der stumme Gast - 1947: … und über uns der Himmel - 1947: Chemie und Liebe - 1948: Affaire Blum - 1948: Das Mädchen Christine - 1949: Die Buntkarierten - 1949: Nächte am Nil - 1950: Das kalte Herz - 1951: Eva im Frack - 1951: Fünf Mädchen und ein Mann (A Tale of Five Cities) - 1951: Der bunte Traum - 1952: Der keusche Lebemann - 1952: Der Fürst von Pappenheim - 1952: Wenn abends die Heide träumt - 1952: Die Spur führt nach Berlin - 1953: Der Onkel aus Amerika - 1953: Das tanzende Herz - 1953: Ein Leben für Do - 1954: Die Hexe - 1954: Konsul Strotthoff - 1954: Glückliche Reise - 1955: Der Himmel ist nie ausverkauft - 1955: Vor Gott und den Menschen - 1955: Ein Mädchen aus Flandern - 1956: Die schöne Meisterin - 1956: Die Rosel vom Schwarzwald | - 1957: Viktor und Viktoria - 1957: Italienreise – Liebe inbegriffen - 1957: Das einfache Mädchen - 1958: Petersburger Nächte - 1958: Polikuschka - 1958: Ihr 106. Geburtstag - 1958: Mädchen in Uniform - 1959: Das Totenschiff - 1959: Ich schwöre und gelobe - 1959: Was eine Frau im Frühling träumt - 1960: Die Rote Hand - 1960: Die Fastnachtsbeichte - 1961: Ihr schönster Tag - 1963: Der Zinker - 1963: Das indische Tuch - 1964: Zimmer 13 - 1964: Der Hexer - 1964: Die Gruft mit dem Rätselschloß - 1965: Neues vom Hexer - 1965: Der unheimliche Mönch - 1966: Der Bucklige von Soho - 1966: Das sündige Dorf - 1967: Der Mönch mit der Peitsche - 1967: Die blaue Hand - 1967: Der Hund von Blackwood Castle - 1968: Im Banne des Unheimlichen - 1968: Zum Teufel mit der Penne - 1968: Der Gorilla von Soho - 1968: Der Mann mit dem Glasauge |